# Sir Syed University of Engineering and Technology
Sir Syed University of Engineering and Technology SSUET – pakistański prywatny uniwersytet badawczy.

## Historia
Uczelnia została założona w 1994 roku.
W ramach uniwersytetu działają dwa wydziały:
- Wydział inżynierii,
- Wydział nauk stosowanych i podstawowych.